# Eupithecia clarensis
Eupithecia clarensis là một loài bướm đêm trong họ Geometridae.